# Robert Mikhail Moskal
Robert Mikhail Moskal (* 24. Oktober 1937 in Carnegie; † 7. August 2022) war ein US-amerikanischer Geistlicher und Bischof von Saint Josaphat in Parma.

## Leben
Der Erzbischof von Philadelphia, Ambrozij Andrew Senyshyn OSBM, weihte ihn am 25. März 1963 zum Priester der Erzeparchie Philadelphia.
Papst Johannes Paul II. ernannte ihn am 3. August 1981 zum Weihbischof in Philadelphia und Titularbischof von Agathopolis. Der Erzbischof von Philadelphia, Stephen Sulyk, spendete ihm am 13. Oktober desselben Jahres die Bischofsweihe; Mitkonsekratoren waren Basil Harry Losten, Bischof von Stamford, und Innocent Hilarion Lotocky OSBM, Bischof von Saint Nicolas of Chicago.
Am 5. Dezember 1983 wurde er zum Bischof von Saint Josaphat in Parma ernannt. Am 29. Juli 2009 nahm Papst Benedikt XVI. seinen altersbedingten Rücktritt an.